# Sinaia
Sinaia er en by i distriktet Prahova i   den historiske region Muntenien i Rumænien med 9.071 (2021) indbyggere.
Byen blev opkaldt efter Sinaia-klosteret, der blev grundlagt af Mihai Cantacuzeno i 1695 og blev opkaldt efter Sinaibjergets kloster i det hellige land.
Kong Carol 1. af Rumænien byggede også sin sommerresidens, Peleșslottet, i Sinaia i slutningen af det nittende århundrede.
Sinaia ligger omkring 65 km nordvest for Ploiești og 48 km syd for Brașov, i et bjergrigt område ved  Prahova-floddalen, lige øst for Bucegi-bjergene. Byens højde varierer mellem 767 og 860 moh.
Blandt de turistmæssige seværdigheder er de vigtigste Peleșslottet, Pelișor Slot, Sinaia Casino, Sinaia Station og Franz Joseph og Saint Anne Klipperne. Sinaia var også sommerresidens for den rumænske komponist George Enescu, som boede i villaen Luminiș der nu er et museum for ham.
Byen er et populært rejsemål for vandreture og vintersport i de Transsylvanske Alper.
- Sinaia omkring 1890
- Peleş slot
- Pelişor slot
- Sinaia station
- Sinaia svævebane